# YJ-8
YJ-8 или Инцзи-8 (кит. трад. 鹰击-8, упр. yīng jī - 8, пиньинь ин цзи - 8), буквально Атакующий орёл 8, экспортное обозначение — C-801, индекс НАТО: CSS-N-4 Sardine) — китайская противокорабельная ракета средней дальности.

## Описание
ПКР создавалась как замена стоявшей на вооружении китайского ВМФ вплоть до середины 1990-х годов советской ПКР П-15 Разработка ракетного комплекса была санкционирована Центральной-военной комиссией в сентябре 1976 года. На основе обнадеживающих результатов лабораторных испытаний двигателя для ракеты SY-2, начавшихся в 1973 году, было принято решение использовать твердотопливный ракетный двигатель (РДТТ).
Разработкой и последующим производством занималась китайский монополист в разработке ПКР - третья академия государственной Китайской аэрокосмической научной и промышленной корпорации (англ. China Aerospace Science and Industry Corporation) (CASIC) Third Academy . 
Судя по всему фактическая разработка двигателя началась в 1978 году, а летные испытания были завершены к 1985 году. О достижении первоначальной боевой готовности было объявлено в 1987 году. О экспортной версии YJ-8 - C801 было объявлено в 1984 году, но официально эта версия была представлена только три года спустя. За разработку YJ-8 в 1988 году 3-я академия CASIC получила престижную премию  National Science and Technology Advancement Award
.
Первоначальная версия имела фиксированное крыло и рули и устанавливалась в коробчатых пусковых установках с внешними ребрами на кораблях или во внешних трубах на подводных лодках. Некоторые аналитики, основываясь на практике использования Китаем военных технологий и внешним сходством, считают что базой для разработки ракеты или отдельных компонентов ее системы управления послужила MM38 «Экзосет». Фактического подтверждения этой версии нет, так как Китай хотя и вел переговоры о поставке французской ПКР, официально ее не закупал. Другие аналитики в противовес этой версии приводят аргументы что у французской ракеты стартовый двигатель встроен в маршевый, а у китайской ракеты отдельная стартовая ступень. 
Модификация с фиксированными крыльями была установлена на одной модифицированной ПЛ класса 033G Romeo в установках надводного пуска и двух фрегатах Тип 053H2 (серия Jianghu-III) (англ. Type 053 frigate)  – Huangshi (бортовой номер 535) и Wuhu (бортовой номер 536). Продажи экспортной версии C-801  проводились в обстановке секретности, поэтому точное направление и количество поставленных ракет не известно. Судя по отличительному признаку в виде ПУ с ребрами C-801 с не складываемым крылом вошла в состав вооружения четырех таиландских фрегатов построенных по тому же китайскому проекту Jianghu III и трех йеменских ракетных катеров Hounan (Проект 021) (англ. Type 021-class missile boat).

## Модификации
- YJ-8: основной вариант
- YJ-8A: модификация YJ-8 со складывающимся крылом[2].
- С-801: экспортное обозначение YJ-8 и YJ-8A. Индекс использовался при поставке на экспорт версии YJ-8. После принятия на вооружения YJ-8A на экспорт поставлялись только версии со складывающимся крылом, но экспортное обозначение не менялось[2].
- YJ-81 (экспортное обозначение C-801K): модификация воздушного базирования, без ускорителя[2].
- YJ-82 (экспортное обозначение C-801Q): модификация без ускорителя для подводного старта с подводных лодок[2]

ошибочная идентификация
- YJ-1: в ряде публикаций начала 1990-х годов YJ-8 ошибочно обозначалась как YJ-1, основываясь на ее экспортном обозначении C-801. Но судя по имеющимся данным YJ-1 является обозначением для неудачного проекта создания сверхзвуковой ПКР C101[2].
- C-801A: ошибочная идентификация экспортной версии YJ-8A. Экспортная версия этой ракеты несмотря на появление складываемого крыла сохранила тоже обозначение C-801[2].
- C-802: в некоторых источниках ошибочно обозначается как экспортный вариант YJ-82. На самом деле является глубокой модернизацией C-801 с заменой РДТТ на ТРД, вылившаяся в разработку новой ракеты принятой на вооружении под индексом YJ-83[2].

## Тактико-технические характеристики
| Данные модификаций ракеты YJ-8 | Данные модификаций ракеты YJ-8  | Данные модификаций ракеты YJ-8  | Данные модификаций ракеты YJ-8  | Данные модификаций ракеты YJ-8  |
| ------------------------------ | ------------------------------- | ------------------------------- | ------------------------------- | ------------------------------- |
| модификация                    | YJ-8                            | YJ-8A                           | YJ-81                           | YJ-82                           |
| экспортное обозначение         | C-801                           | C-801                           | C-801K                          | C-801Q                          |
| год принятия на вооружение     | 1987                            | 1992-1993                       | 1989                            | ~2003                           |
| тип носителя                   | НК+БРК                          | НК+БРК                          | самолет                         | ПЛ                              |
| стартовая масса, кг            | 815                             | 815                             | 610                             | ~610                            |
| масса БЧ, кг                   | 165                             | 165                             | 165                             | 165                             |
| Система управления             | ИНС + АРГСН на конечном участке | ИНС + АРГСН на конечном участке | ИНС + АРГСН на конечном участке | ИНС + АРГСН на конечном участке |
| маршевый двигатель             | РДТТ                            | РДТТ                            | РДТТ                            | РДТТ                            |
| стартовый двигатель            | РДТТ                            | РДТТ                            | нет                             | нет                             |
| длина при старте, м            | 5,814                           | 5,814                           | 4,65                            | 4,57                            |
| размах крыла, м                | 1,18                            | 1,18                            | 1,18                            | 1,18                            |
| диаметр корпуса, м             | 0,36                            | 0,36                            | 0,36                            | 0,36                            |
| максимальная дальность, км     | 42                              | 42                              | 50                              | ~30-34                          |
| маршевая скорость, М           | 0,9                             | 0,9                             | 0,9                             | 0,9                             |
| маршевая высота, м             | 20                              | 20                              | 20                              | 20                              |
| высота во время атаки, м       | 5-7                             | 5-7                             | 5-7                             | 5-7                             |